# Cueva de Antoliña
La cueva de Antoliña (en euskera: Antoliñako koba) es una cueva de Gautéguiz de Arteaga en Vizcaya, cuyos restos prehistóricos pertenecen a las culturas Auriñaciense, Gravetiense, Solutrense y Magdaleniense.
Se ha encontrado dentro de la cueva una única pintura rupestre (un disco rojo perteneciente a la época de Solutrense).